# NGC 64
NGC 64 — спиральная галактика с перемычкой в созвездии Кита. Расположена на расстоянии около 330 миллионов световых лет от Солнца. Диаметр галактики составляет приблизительно 150 тысяч световых лет.
Галактика NGC 64 была открыта в октябре 1886 года американским астрономом Льюисом Свифтом.